# Ironman 70.3 Pays d'Aix
L'Ironman 70.3 Pays d'Aix (IMPA 70.3) est une compétition de triathlon longue distance créée en 2011 qui se pratique sur la distance de 1,9 km de natation, 90 km de vélo et 21,1 km de course à pied. Elle se déroule au début du mois de mai sur les communes du Pays d'Aix dans le département du Bouches-du-Rhône en France et se termine dans la ville d'Aix-en-Provence sur le cours Mirabeau. Elle est l'unique compétition française sur la distance labellisée par la World Triathlon Corporation et qualificative pour le championnat du monde d'Ironman 70.3 jusqu'en 2015. Elle décerne également des points de qualification pour le championnat du monde d'Ironman.

## Histoire

### 2011: création

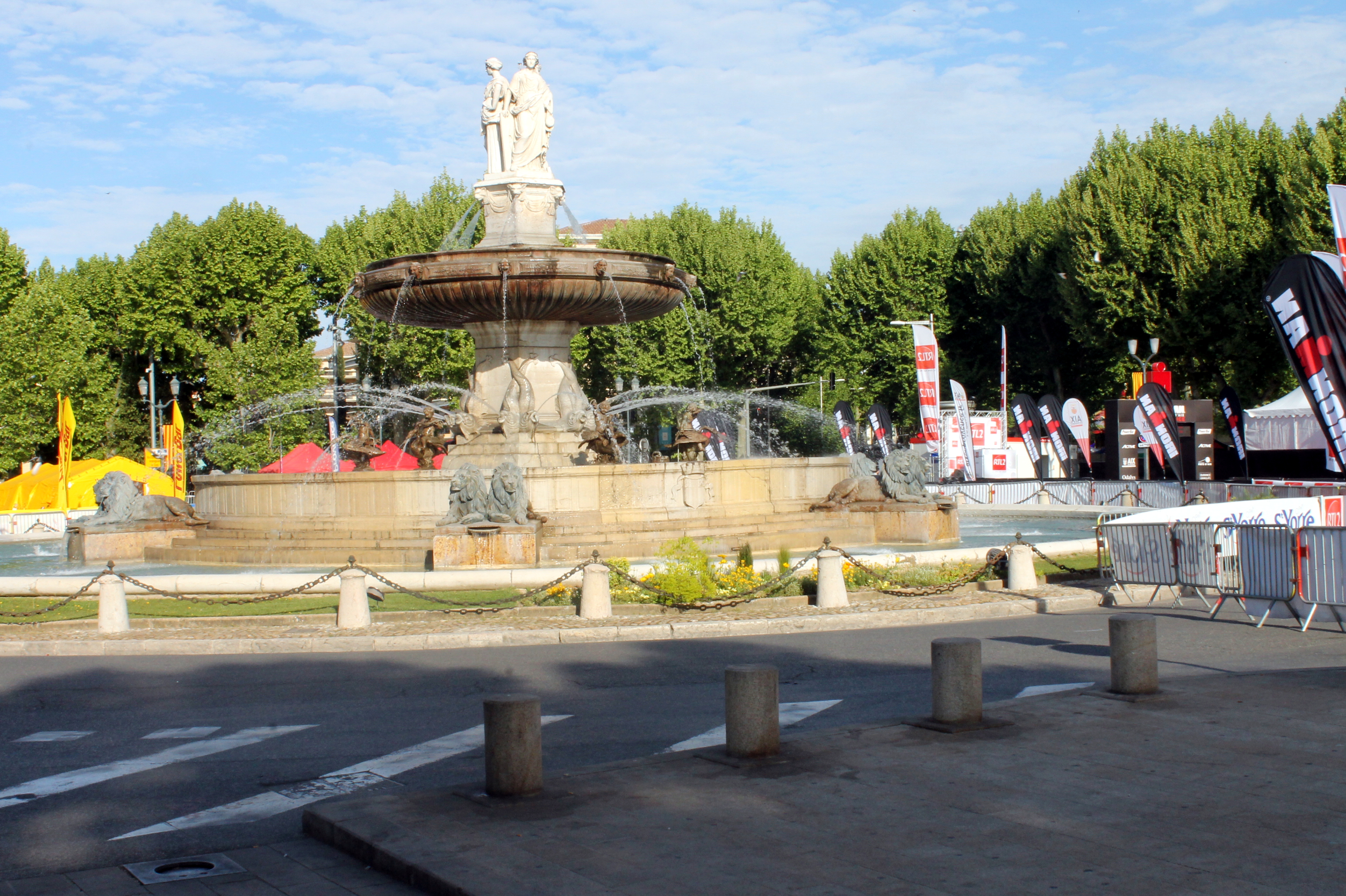
Rotonde Mirabeau IMPA 2015

Créée en 2011, à l’initiative du club de triathlon d'Aix-en-Provence, le Triathl'Aix et en collaboration avec la société Carma Sport organisatrice de l'Ironman France, dont le directeur Yves Cordier triathlète vétéran est chargé du développement des Ironmans en France, que né « l'Ironman 70.3 Pays d'Aix ». Cette création signe le retour d'une compétition de triathlon dans la ville, la dernière ayant eu lieu en 1992 et reçoit des institutions publiques locales et régionales un soutien technique et financier important. La première édition se tient au mois de septembre et malgré un temps maussade, plus de 1 000 triathlètes prennent le départ d'une compétition qui souhaite devenir une référence du circuit mondial de qualification du championnat du monde d'Ironman 70.3. L'organisation appuie cette ambition sur une épreuve de natation qui débute dans un lac artificiel de la vallée de la Durance suivi d'un parcours vélo au cœur de le montagne Sainte-Victoire et qui se termine dans la ville d'Aix-en-Provence pour la partie course à pied, l'arrivée (finishline) se situant au pied du cours Mirabeau. Cette première compétition se déroule au début du mois de septembre 2011 et les premiers triathlètes à inscrire leurs noms au palmarès de cette nouvelle compétitions sont Stéphane Poulat et Jeanne Collonge.
La deuxième édition en 2012 connaît la même affluence. Elle voit la victoire de la première triathlète américaine Mary Beth Ellis qui s’impose dans un sprint final sur la ligne d'arrivée face à la tenante du titre Jeanne Collonge qui termine deuxième dans la même seconde. Côté masculin le tenant du titre, Stéphane Poulat, malgré l'avance dont il dispose au sortir du parcours vélo, ne peut résister au retour dans la course à pied de Cyril Viennot qui remporte cette édition. À la suite de cette édition, l'organisation décide de modifier la date de l’événement et une partie du parcours vélo.

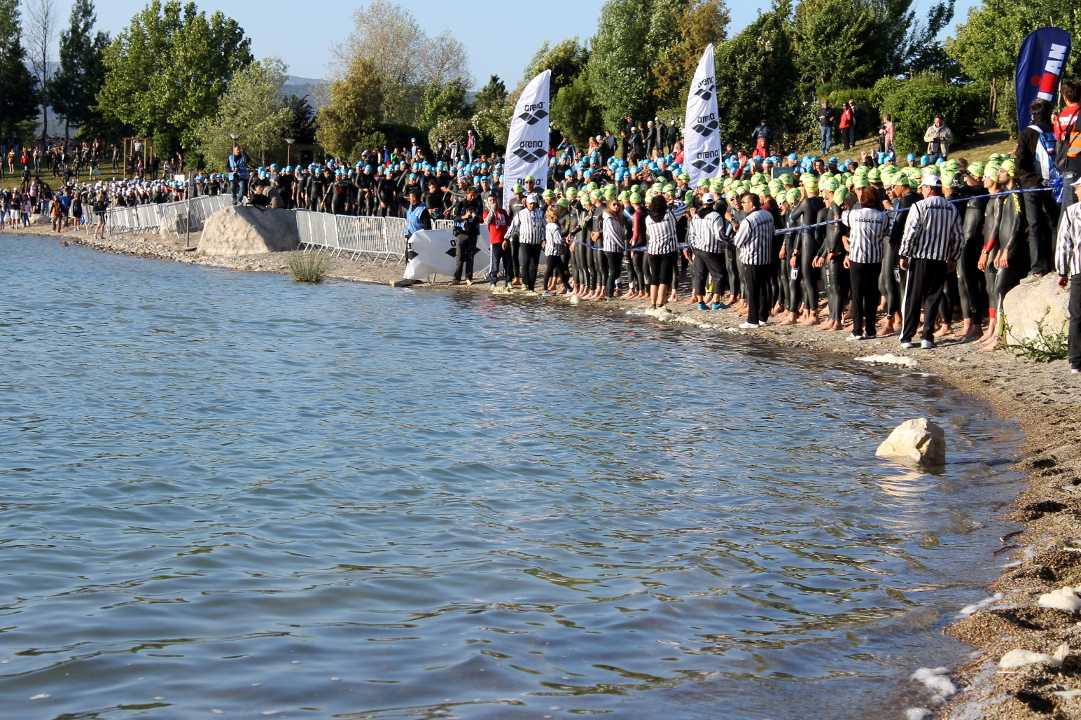
Vagues de triathlètes en attente du départ de l'IMPA 70.3 2014.

### 2013 - 2015: première évolution
Le parcours vélo de l’édition 2013 est modifié et propose un parcours toujours au travers de la montagne Sainte-Victoire, mais avec un dénivelé légèrement plus faible pour une distance légèrement supérieure, le rendant plus accessible aux triathlètes amateurs. Cette nouvelle formule est un succès, plus de 1 200 triathlètes participent à cette nouvelle édition.La victoire de l'édition 2013, revient à deux triathlètes étrangers, le Tchèque Filip Ospalý pour les hommes et la Britannique Susie Hignett pour les femmes. 
L'édition 2014 se tient désormais en début de saison, dans le début du mois de mai, pour des raisons de sécurité et de qualité, l'organisation met également en place un départ par « vague » des compétiteurs selon leur catégorie.  Près de 2 000 triathlètes s'engagent sur la compétition qui se déroule dans des conditions météorologiques idéales, cette édition voyant le retour sur la plus haute marche des sportifs français. Bertrand Billard, champion du monde longue distance et nouveau sociétaire du Triathl'Aix, remporte cette édition et signe le premier succès du club organisateur. Jeanne Collonge enregistre sa deuxième victoire sur l'épreuve où portée par un public acquis à sa cause, elle comble en course à pied un retard de quatre minutes trente sur la tête de course. Elle s'impose seule sur la ligne d'arrivée devançant la triathlète belge Tine Deckers et la Néo-Zélandaise Gina Crawford.
En 2015 pour sa 5e édition, la barre des 2 500 compétiteurs est franchie, dont près de la moitié viennent de pays étrangers. 1er compétition de l'année du circuit Ironman 70.3 européen, plus de 70 triathlètes professionnels prennent le départ de l’édition, en l'absence des tenants français du titre tant féminin que masculin, Bertrand Billard blessé dans un accident de vélo et Jeanne Collonge s'estimant insuffisamment remise d'une blessure à la cuisse ne prenant pas en effet le départ. L'Allemand Andreas Böcherer et la Hongroise Gabriella Zelinka remportent cette édition.

### 2016: deuxième évolution
L'édition 2016, connait quelques changements. Le jour de la course est ramené au 1er mai, faisant de l'épreuve la première de la saison du circuit européen d'Ironman 70.3. Cette édition enregistre sa capacité maximale d'accueil, 2 500 compétiteurs. Un nouveau principe de départ est mis en œuvre sur la partie natation, le « Rolling start » (départ par roulement). Ce départ en flux continu au travers d'un portique réducteur où démarre un chronométrage individuel permet une fluidification et un étalement  de l'entrée dans l'eau des triathlètes et offre notamment l'avantage de supprimer l’effet « machine à laver » des départs massifs. Le parcours course à pied est légèrement revu, les boucles du tracé originel sont rallongées, il s'effectue lors de cette édition en trois boucles au lieu de quatre. L'édition recense 57 nationalités différentes malgré une prédominance des triathlètes français. La rencontre internationale offre 30 places qualificatives pour le championnat du monde d'Ironman 70.3 de 2016, qui se déroule à  Mooloolaba, en Australie au mois de novembre .2 500 triathlètes dont 86 professionnels, 66 hommes et 20 femmes sont inscrits au départ pour tenter  de succéder aux tenants des titres l'Allemand Andreas Böcherer et la Hongroise Gabriella Zelinka qui ne prennent pas part à la compétition.
Les conditions climatiques exceptionnellement froide et fortement ventée imposent une neutralisation de la partie natation prévue le lac de Peyrolles-en-Provence ou la température de l’eau ne dépasse pas les 15 °C. La compétition se déroule donc pour cette édition 2016, uniquement sur la partie cycliste et course à pied. Le départ reste sous la forme d'un contre-la-montre individuel pour les professionnels et par groupe de cinq compétiteurs toutes les huit secondes pour les groupes d'âges (Rolling Start).
Chez les hommes et dès le départ vélo, le double champion du monde longue distance français Bertrand Billard parti en 6e position rattrape ses prédécesseurs et reprend les commandes de la course au 80e kilomètre, au départ du col du Cengle. Il s'élance en premier sur la partie pédestre au cœur de la ville d'Aix-en-Provence et résiste à l'allemand Maurice Clavel qui malgré d'importants efforts ne peut empêcher le sociétaire du Triathl'Aix, club local coorganisateur de l’événement, de remporter sa seconde victoire sur l'épreuve. Chez les femmes, la Belge Tine Deckers n'a laissé aucune chance à la concurrence, elle s'impose d'un bout à l'autre de la course devant l'Allemande Julia Gajer. Cette dernière remporte la seconde place sur la partie course à pied en reprenant la Britannique Nikki Bartlett qui l'a dominé dans la partie vélo.
Pour permettre au public présent de mieux apprécier les événements de la compétition, l'organisation met en œuvre pour cette édition une retransmission en direct sur un grand écran proche de la ligne d'arrivée. Trois caméras embarquées suivent et  retransmettent en direct des images de la tête de course, hommes et femmes en particulier, mais aussi celles d’amateurs qui comme les professionnels, descendent le Cours Mirabeau plusieurs fois avant de franchir la ligne d'arrivée et de devenir ainsi finishers de l'épreuve.

### 2018: reconnaissance internationale
En 2018, le classement des meilleures compétitions du circuit Ironman et Ironman 70.3 réalisé par sondage d'après course par la World Triathlon Corporation, place toutes les épreuves françaises dans le « top 10 » des meilleures épreuves qualitatives au monde. L'épreuve du Pays d'Aix est classée 5e meilleur Ironman 70.3 au monde et 3e en Europe. Elle obtient un taux de satisfaction générale de 95 %.
L'édition qui rassemble 2 500 concurrents se déroule dans des conditions météorologiques très dégradées. Elle est remportée pour la seconde fois par l'Allemand Andreas Böcherer qui s'impose devant le Français Denis Chevrot. Chez les femmes, Manon Genêt qui rejoint cette même année en tant que professionnelle le club coorganisateur du Triathl'Aix, remporte sa première victoire sur le circuit Ironman 70.3.

## Palmarès
| Année | Médaille d'or                          | Temps                                  | Médaille d'argent                      | Temps                                  | Médaille de bronze                     | Temps                                  |
| ----- | -------------------------------------- | -------------------------------------- | -------------------------------------- | -------------------------------------- | -------------------------------------- | -------------------------------------- |
| 2024  | Ruben Zepuntke                         | 3 h 47 min 23 s                        | Simon Viain                            | 3 h 48 min 38 s                        | Louis Naeyaert                         | 3 h 50 min 28 s                        |
| 2023  | Dylan Magnien                          | 3 h 50 min 58 s                        | Bart Aernouts                          | 3 h 51 min 27 s                        | Bradley Weiss                          | 3 h 53 min 21 s                        |
| 2022  | Clément Mignon                         | 3 h 50 min 49 s                        | Scott Steenberg                        | 3 h 54 min 45 s                        | Mattia Ceccarelli                      | 3 h 55 min 26 s                        |
| 2021  | Arthur Horseau                         | 3 h 55 min 6 s                         | Cristophe de Keyser                    | 3 h 56 min 19 s                        | Maurice Clavel                         | 3 h 58 min 58 s                        |
| 2020  | Épreuve annulée pour cause de Covid-19 | Épreuve annulée pour cause de Covid-19 | Épreuve annulée pour cause de Covid-19 | Épreuve annulée pour cause de Covid-19 | Épreuve annulée pour cause de Covid-19 | Épreuve annulée pour cause de Covid-19 |
| 2019  | Andreas Böcherer                       | 3 h 52 min 16 s                        | Adam Bowden                            | 3 h 53 min 28 s                        | Andreas Dreitz                         | 3 h 56 min 37 s                        |
| 2018  | Andreas Böcherer                       | 3 h 53 min 9 s                         | Denis Chevrot                          | 3 h 58 min 27 s                        | Kevin Maurel                           | 3 h 58 min 43 s                        |
| 2017  | Bertrand Billard                       | 3 h 55 min 18 s                        | Denis Chevrot                          | 3 h 55 min 19 s                        | Frederik Van Lierde                    | 3 h 59 min 39 s                        |
| 2016  | Bertrand Billard                       | 3 h 30 min 32 s                        | Maurice Clavel                         | 3 h 32 min 21 s                        | Christian Birngruber                   | 3 h 34 min 21 s                        |
| 2015  | Andreas Böcherer                       | 3 h 57 min 21 s                        | Boris Stein                            | 3 h 57 min 33 s                        | Jan van Berkel                         | 3 h 59 min 30 s                        |
| 2014  | Bertrand Billard                       | 3 h 58 min 27 s                        | Jérémy Jurkiewicz                      | 3 h 59 min 14 s                        | Albert Moreno Molins                   | 3 h 59 min 44 s                        |
| 2013  | Filip Ospalý                           | 3 h 55 min 24 s                        | Albert Moreno Molins                   | 3 h 58 min 8 s                         | Victor Del Corral Morales              | 3 h 59 min 13 s                        |
| 2012  | Cyril Viennot                          | 4 h 1 min 0 s                          | Stéphane Poulat                        | 4 h 2 min 3 s                          | Hervé Banti                            | 4 h 3 min 41 s                         |
| 2011  | Stéphane Poulat                        | 3 h 49 min 43 s                        | Sylvain Sudrie                         | 3 h 50 min 57 s                        | Julien Loy                             | 3 h 51 min 4 s                         |

| Année | Médaille d'or                          | Temps                                  | Médaille d'argent                      | Temps                                  | Médaille de bronze                     | Temps                                  |
| ----- | -------------------------------------- | -------------------------------------- | -------------------------------------- | -------------------------------------- | -------------------------------------- | -------------------------------------- |
| 2024  | Marion Legrand                         | 4 h 21 min 32 s                        | Hanne De Vet                           | 4 h 24 min 15 s                        | Julie Iemmolo                          | 4 h 24 min 52 s                        |
| 2023  | Emma Pallant                           | 4 h 17 min 29 s                        | Tamara Jewett                          | 4 h 18 min 19 s                        | Émilie Morier                          | 4 h 26 min 2 s                         |
| 2022  | Bárbara Riveros                        | 4 h 23 min 26 s                        | Alexia Bailly                          | 4 h 24 min 17 s                        | Anne Reischmann                        | 4 h 25 min 2 s                         |
| 2021  | Imogen Simmonds                        | 4 h 22 min 55 s                        | Chloé Lane                             | 4 h 27 min 32 s                        | Lena Berlinger                         | 4 h 27 min 36 s                        |
| 2020  | Épreuve annulée pour cause de Covid-19 | Épreuve annulée pour cause de Covid-19 | Épreuve annulée pour cause de Covid-19 | Épreuve annulée pour cause de Covid-19 | Épreuve annulée pour cause de Covid-19 | Épreuve annulée pour cause de Covid-19 |
| 2019  | Emma Pallant                           | 4 h 19 min 56 s                        | Nikki Bartlett                         | 4 h 25 min 15 s                        | India Lee                              | 4 h 25 min 30 s                        |
| 2018  | Manon Genêt                            | 4 h 24 min 22 s                        | Lisa Hütthaler                         | 4 h 27 min 8 s                         | Fenella Langridge                      | 4 h 28 min 24 s                        |
| 2017  | Emma Bilham                            | 4 h 29 min 36 s                        | Maria Cześnik                          | 4 h 31 min 40 s                        | Natalie Seymour                        | 4 h 34 min 4 s                         |
| 2016  | Tine Deckers                           | 3 h 56 min 18 s                        | Julia Gajer                            | 4 h 2 min 29 s                         | Nikki Bartlett                         | 4 h 4 min 7 s                          |
| 2015  | Gabriella Zelinka                      | 4 h 33 min 32 s                        | Alexandra Tondeur                      | 4 h 35 min 49 s                        | Camilla Pedersen                       | 4 h 36 min 37 s                        |
| 2014  | Jeanne Collonge                        | 4 h 27 min 11 s                        | Tine Deckers                           | 4 h 28 min 38 s                        | Gina Crawford                          | 4 h 30 min 30 s                        |
| 2013  | Susie Hignett                          | 4 h 28 min 21 s                        | Tamsin Lewis                           | 4 h 29 min 29 s                        | Rahel Küng                             | 4 h 38 min 10 s                        |
| 2012  | Mary Beth Ellis                        | 4 h 25 min 17 s                        | Jeanne Collonge                        | 4 h 25 min 18 s                        | Sophie De Groote                       | 4 h 29 min 26 s                        |
| 2011  | Jeanne Collonge                        | 4 h 17 min 42 s                        | Johanna Daumas                         | 4 h 24 min 20 s                        | Erika Csomor                           | 4 h 26 min 35 s                        |

## Parcours

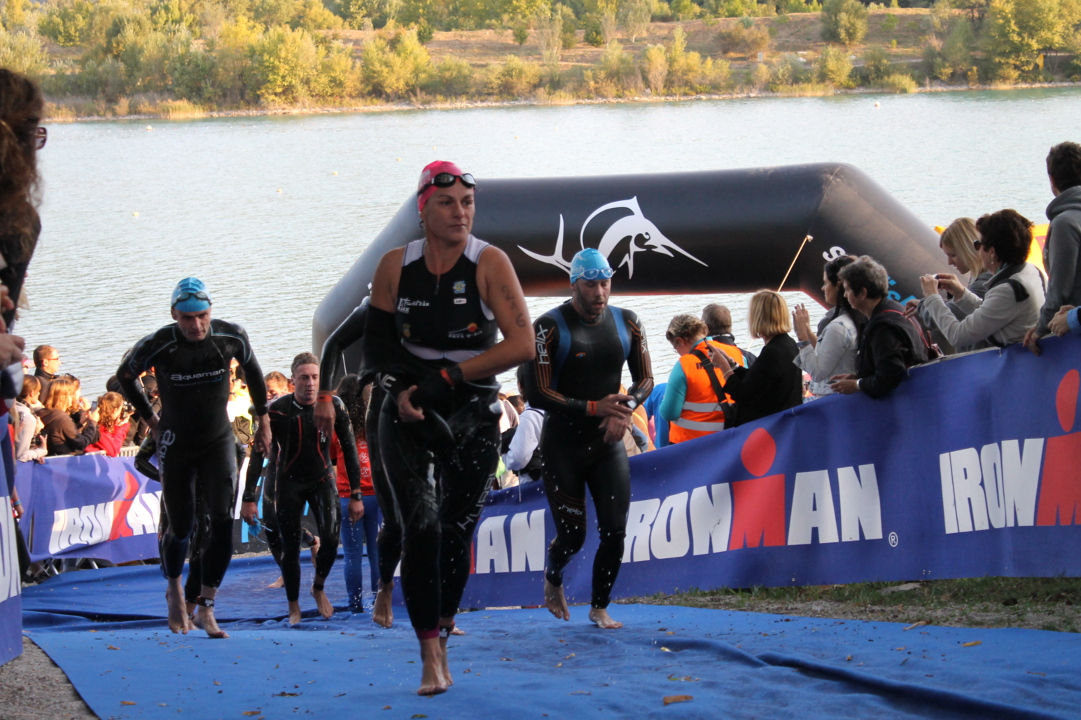
Triathlètes en sortie d'eau sur l'IMPA 2013

Le parcours de l'Ironman 70.3 Pays d'Aix débute sur la commune de Peyrolles-en-Provence dans la vallée de la Durance au pied de la montagne Sainte-Victoire. C'est dans son lac artificiel que se tient la première difficulté : l’épreuve de natation. Après le départ par « vagues », les triathlètes effectuent les 1,9 km en une seule boucle puis doivent se rendre au plus vite à la première aire de transition. Celle-ci située à 350 mètres du point de sortie d'eau, offre aux compétiteurs une seconde et importante difficulté.
Pour les éditions 2011 et 2012, le parcours vélo débute par une remontée de vallée de la Durance puis prend la direction de la commune de Jouques pour emprunter le Col de la Sambuc qui débouche dans la commune de Vauvenargues pour enchaîner immédiatement par l’ascension du col de Porte afin d'arriver dans la commune de Trets. Au sortir de celle-ci, le parcours emprunte les contreforts de la montagne Sainte Victoire, par l’ascension du col de Cengle pour poursuivre sur le plateau du même nom, jusqu'à la commune de Saint-Antonin-sur-Bayon, puis il prend la direction d'Aix-en-Provence par la route et la côte du Tholonet, pour retrouver la deuxième aire de transition située au pied de la place de la Rotonde dans la ville d'Aix-en-Provence. Ce parcours très exigeant techniquement et physiquement de 84 km propose un dénivelé positif total de 1 280 mètres et l'ascension de trois cols consécutifs .
Depuis l'édition 2013, il emprunte le même itinéraire de départ, mais prend la direction des communes de Ginasservis et Rians dans le Var et évite les cols de la Sambuc et de Porte, pour revenir vers celle de Trets au pied du col de Porte. Il se termine par le même itinéraire que celui des éditions antérieures. Ce parcours bien que plus accessible conserve une exigence technique et physique importante en proposant une distance de 89,5 km pour un dénivelé positif total de 980 mètres.
La partie course à pied se déroule dans la ville d'Aix-en-Provence au travers des rues de la ville et du parc de la Torse. Avec un dénivelé total de 176 mètres et quelques « marches » à franchir, il est classé dans les semi-marathons difficiles. Il s'effectue en quatre boucles dont la rotation se fait autour de la place de la Rotonde et propose sa finishline au pied du cours Mirabeau.
À partir de 2016, le départ de la partie natation, pour les classes d'âge, s'effectue selon un principe en voie de développement au sein des Ironmans, le Rolling Start. Les compétiteurs estimant eux-mêmes leur temps de natation et se placent dans des groupes définis non plus par groupe d'âge, mais par plage de temps estimées par eux-mêmes. Ce départ en flux continue quasi individuel au travers d'un portique réducteur, ou par vague de cinq ou six compétiteurs, permet une fluidification des entrées dans l'eau et de la course en général. 
La partie course  est également modifiée en 2016, le tracé proposé garde une grande partie du tracé précédent mais est rallongé pour  s'effectuer sur trois boucles de sept kilomètres au lieu de quatre de cinq, tout en gardant le même dénivelé. En 2019, ce dernier parcours est réaménagé tout en gardant ses passages autour de la fontaine de la Rotonde d'Aix en Provence.